# アジアにおける第二次世界大戦の終結
第二次世界大戦は、1945年9月2日に戦艦ミズーリ上で行われた日本の降伏文書調印によってアジアで正式に終結した。それ以前に、アメリカ合衆国は日本への原子爆弾投下を行い、ソビエト連邦による対日参戦が行われた。これにより昭和天皇は8月15日にポツダム宣言の受諾を発表し、9月2日の降伏式典へと繋がった。
降伏式典後も太平洋各地で日本軍の降伏が続き、最後の大規模な降伏は10月25日に台湾での日本軍が中華民国国民政府に降伏した際に起こった。アメリカによる日本の占領は戦争終結から1952年4月28日にサンフランシスコ講和条約が発効するまで続いた。

## 序章

### ソ連の対日参戦合意
1943年11月28日から12月1日にかけて行われたテヘラン会談において、ソ連は「ドイツ敗北後」に日本への侵攻を行うことに合意したが、これは1945年2月4日から11日にかけて行われたヤルタ会談で最終的に確定された。この会談でソ連は、2-3か月以内に日本へ侵攻することを約束した。1945年4月5日、ソ連は1941年4月13日に締結された日ソ中立条約の破棄を通告し、日本との戦争計画を進めていた。

### ヨーロッパにおける枢軸軍の降伏
ヨーロッパにおける日本の最大の同盟国は1945年に降伏を始めた。最後のイタリア軍は1945年4月29日に「カゼルタ降伏」で降伏した。さらに、ドイツ国防軍は1945年5月8日に降伏した。これにより、日本が最後の主要な枢軸国として残った。

### ポツダム会談と宣言
1945年7月17日、ポツダム会談が始まった。この会談では主に枢軸国降伏後のヨーロッパにおける出来事が議論されたが、連合国は日本との戦争についても議論を行った。その結果、1945年7月26日にポツダム宣言が発表され、日本に無条件降伏を要求し、降伏しない場合には「迅速かつ完全な破壊」を警告した。しかし、この最後通告では、日本が「人種として奴隷化されることも、国家として滅ぼされることもない」とも明記されていた。

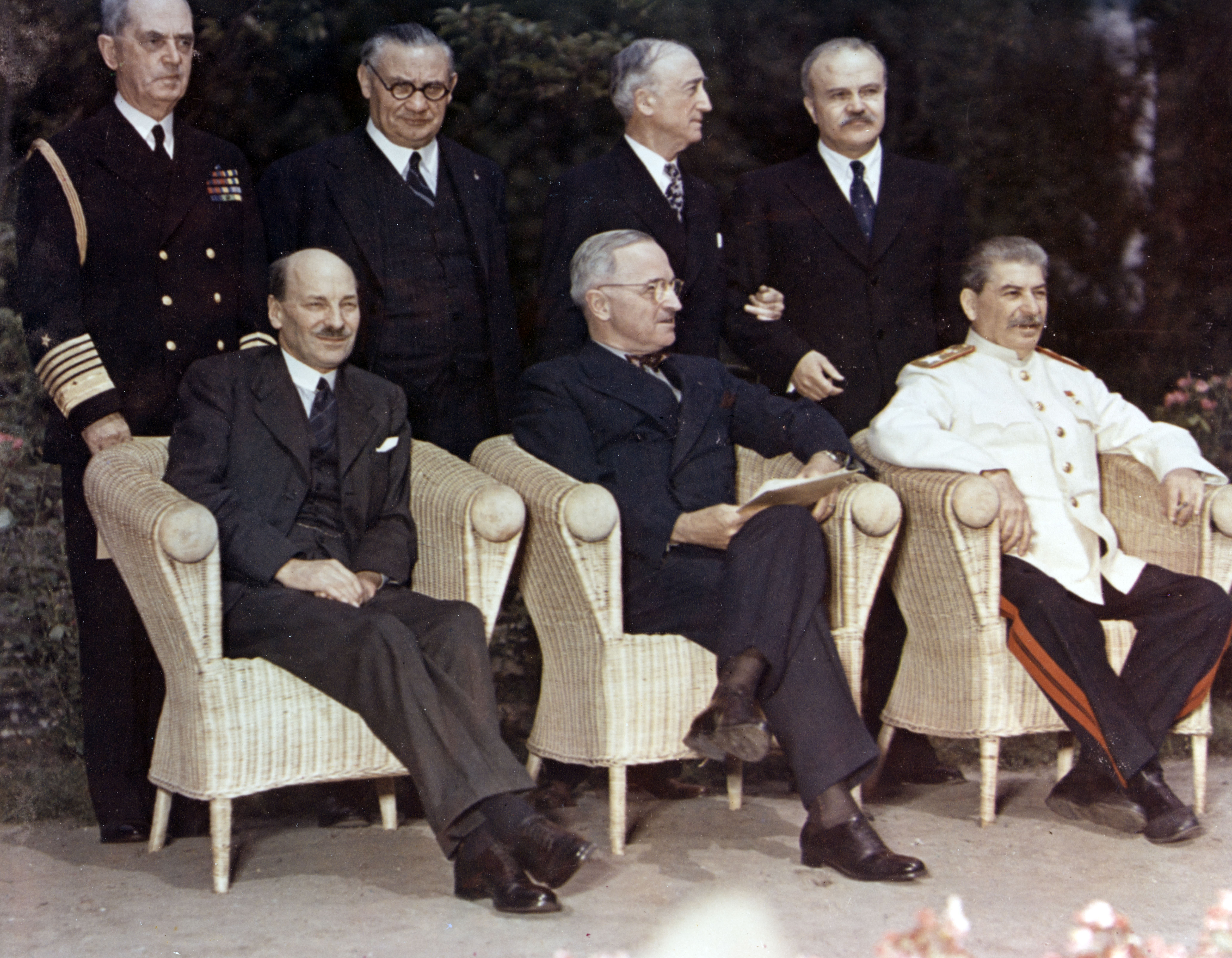
左から右へ：イギリス労働党党首のクレメント・アトリー、アメリカ大統領のハリー・S・トルーマン、ソ連首相のヨシフ・スターリン（ポツダム会談にて）

#### 日本の和平工作とポツダム宣言への対応

##### 和平工作
ポツダム宣言が発表される前、日本は連合国との和平を試みようとしていた。政府による初期の動きは早くも1944年春には見られた。1945年4月7日に鈴木内閣が発足した時点で、政府の非公式な目標が和平の実現であることは明らかだった。連合国との非公式な交渉を確立するための繰り返しの試みには、日本の首相である近衛文麿をモスクワに派遣し、ソ連にアメリカとの戦争をやめさせるよう働きかけることも含まれていた。しかし、ソ連は日本との和平が成立する前に自らが日本に宣戦布告することを望んでいた。

##### ポツダム宣言への対応
ポツダム宣言が発表された際、日本政府は「黙殺」という方針を取った。この言葉は「コメントを控える」といった意味合いが最も近く、おそらく政府の意図に最も近いものだった。しかし、ラジオ東京や同盟通信社といった日本の宣伝機関は、「黙殺」を「無視する」と訳して報道した。これは黙殺のもう一つの解釈であり、日本がポツダム宣言を完全に無視したかのような印象を与えた。これが、数日後のアメリカによる広島と長崎への原爆投下へと繋がる結果となった。

## 最終段階

### 日本の非公式降伏前

#### 広島と長崎への原子爆弾投下

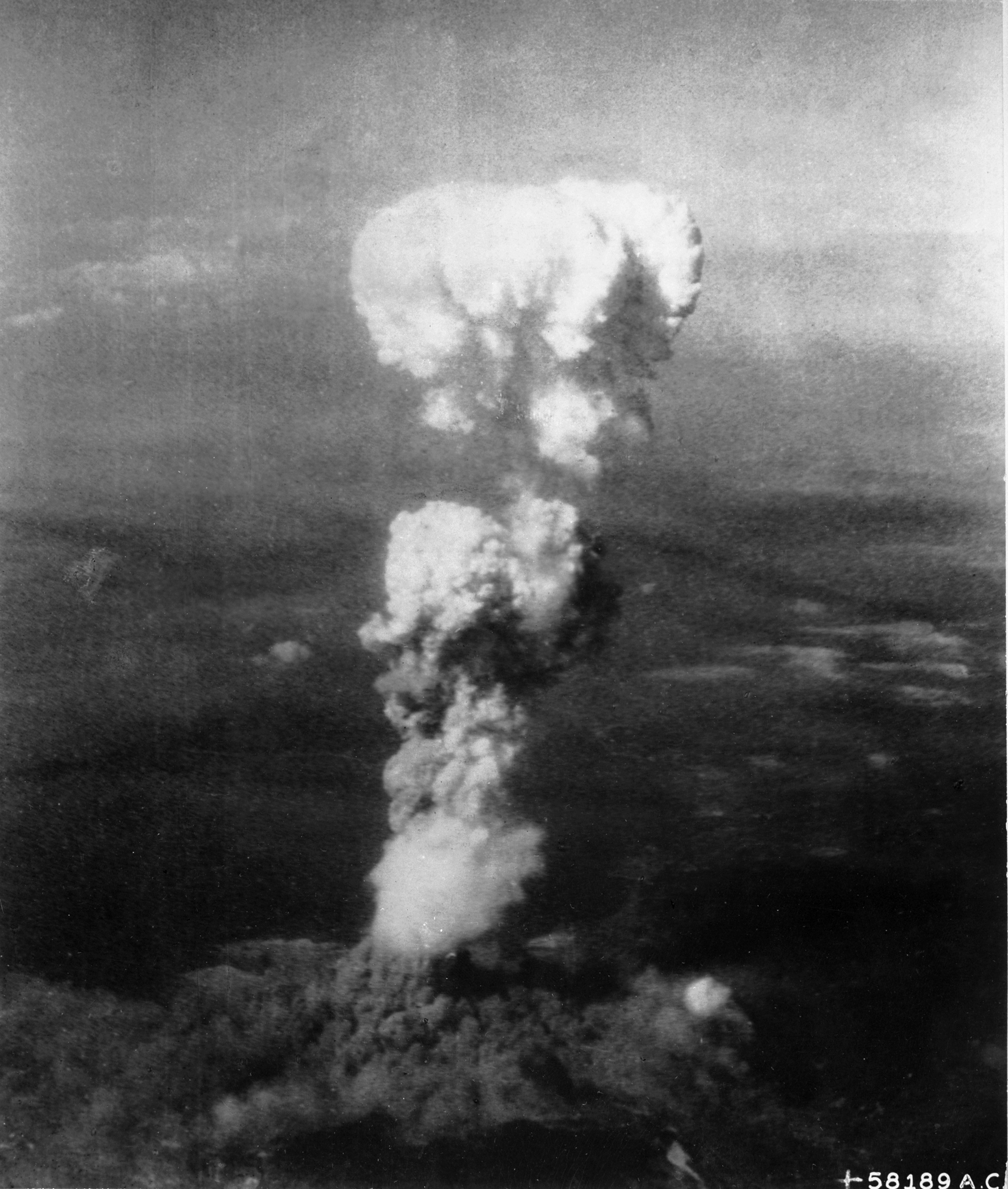
広島へのリトルボーイ投下後の原子雲

1945年8月6日、ガンバレル型の核爆弾「リトルボーイ」がエノラ・ゲイと名付けられたB-29爆撃機によって広島に投下された。この爆撃機はポール・ティベッツが操縦していた。これは戦闘で初めて原子爆弾が使用された例である。この爆撃により7万人が即死し、さらに3万人が年末までに死亡した。広島は原爆の破壊力を示すための標的として選ばれた。
広島への爆撃後、アメリカ大統領のハリー・S・トルーマンは「我々は歴史上最大の科学的賭けに20億ドルを費やし、勝利した」と述べた。しかし、日本はソ連を通じた和平工作を試みる一部の政府関係者の動きにもかかわらず、戦争を継続した。
1945年8月9日、2発目のより強力なプルトニウム型内爆式核爆弾「ファットマン」が別のB-29爆撃機ボックスカーによって長崎に投下された。この爆撃機はチャールズ・スウィーニーが操縦していた。当初の標的は小倉であったが、厚い雲に覆われていたため、代わりに長崎が攻撃された。この爆撃で4万人が即死し、さらに3万人が年末までに死亡した。
これらの原子爆弾投下は、昭和天皇が連合国への降伏を決断する一因となった可能性がある。

#### ソ連の対日戦争
1945年8月8日、ソビエト連邦は日本に対して宣戦布告し、日ソ中立条約を破棄した。この宣戦布告により、ソ連を通じた和平交渉の希望は打ち砕かれ、日本の降伏において重要な要因となった。1945年8月9日、ソ連軍の満洲侵攻が開始され、南側を除く全方向から攻撃が行われた。8月10日には、ソ連軍が南樺太に侵攻した。この宣戦布告により、日本はほぼすべての非中立国と戦争状態に入った。

#### 朝鮮
1945年8月11日、一般命令第一号の起草により、北緯38度線が朝鮮におけるソ連とアメリカ占領地帯の境界線として設定された。この線より北側の日本軍はソ連に降伏し、南側の日本軍はアメリカに降伏することとなった。

### 日本の非公式降伏
1945年8月9日、長崎への原子爆弾投下後、深夜近くになって昭和天皇は閣僚との会議に出席し、日本が戦争を続けることは不可能であると述べた。同年8月10日、日本外務省は連合国に対し、ポツダム宣言を受諾する意向を伝えた。8月14日の夜、昭和天皇はNHK放送局でポツダム宣言受諾を録音した。この放送は8月15日の正午まで行われなかった。

### 非公式降伏後

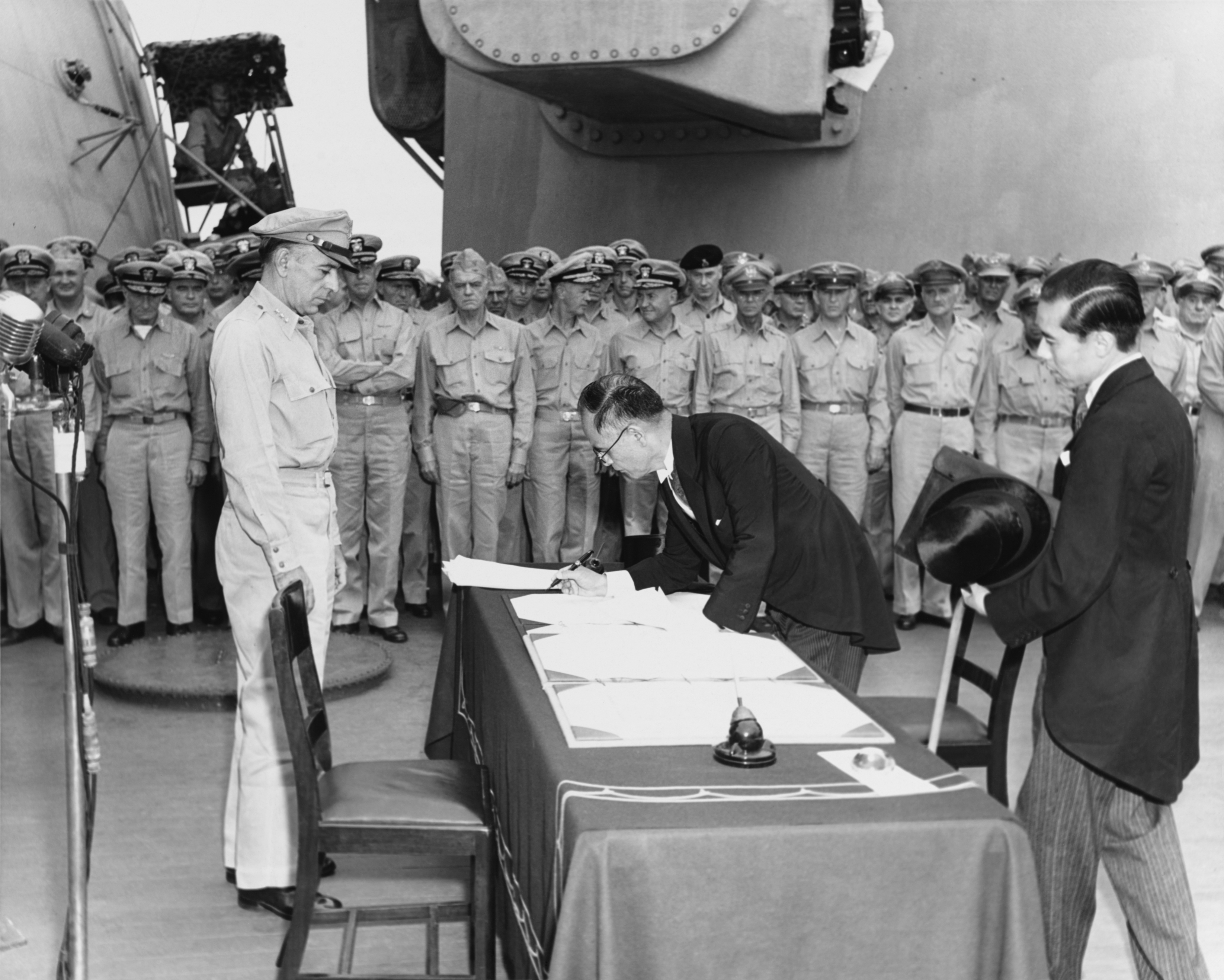
1945年9月2日、東京湾のミズーリ上で降伏文書に署名する外務大臣重光葵

#### ダグラス・マッカーサー
ダグラス・マッカーサーは連合国軍最高司令官総司令部（GHQ/SCAP）として、日本の占領を完全に統括した。彼は1945年8月17日に一般命令第一号を発令し、太平洋地域の位置に応じて日本軍が連合国軍に無条件降伏するよう命じた。8月30日、マッカーサーは日本の厚木海軍飛行場に到着し、連合国軍による日本の占領を開始した。

#### 最後の航空戦死者
1945年8月18日、日本のパイロットが写真偵察任務中のB-32ドミネーター爆撃機2機を攻撃した。この攻撃で19歳の写真助手アンソニー・マルキオーネ軍曹が致命傷を負い、第二次世界大戦におけるアメリカ最後の航空戦死者となった。

#### 非公式な降伏後の連合国の作戦

##### 部隊の行動
8月18日、ソ連軍は千島列島への侵攻を開始し、占守島への上陸作戦から始めた。8月23日、同地にいた最後の日本軍が降伏した。8月30日、非公式な降伏後にイギリス軍が香港に戻った。
1945年8月26日
満洲での最後の戦いで、日本陸軍の最後の拠点であった虎頭要塞がソ連軍の手に落ちた。
1945年8月27日
B-29爆撃機が「ブラックリスト作戦」の一環として、日本の収容所にいる捕虜に物資を投下し始めた。この作戦は連合国側の捕虜に十分な物資とケアを提供し、彼らを収容所から救出することを目的としていた。
1945年8月29日
朝鮮半島の興南収容所で捕虜に物資を供給していたB-29が撃墜された。Bill StreiferとIrek Sabitovは、この飛行機が日本の原子爆弾計画を支援する施設をアメリカ側が特定することを防ぐため、ソ連が撃墜したと主張している。
1945年9月2日
正式な日本降伏式典が戦艦ミズーリ上で東京湾にて行われた。この日にハリー・トルーマンが対日勝利の日を宣言した。

## 余波

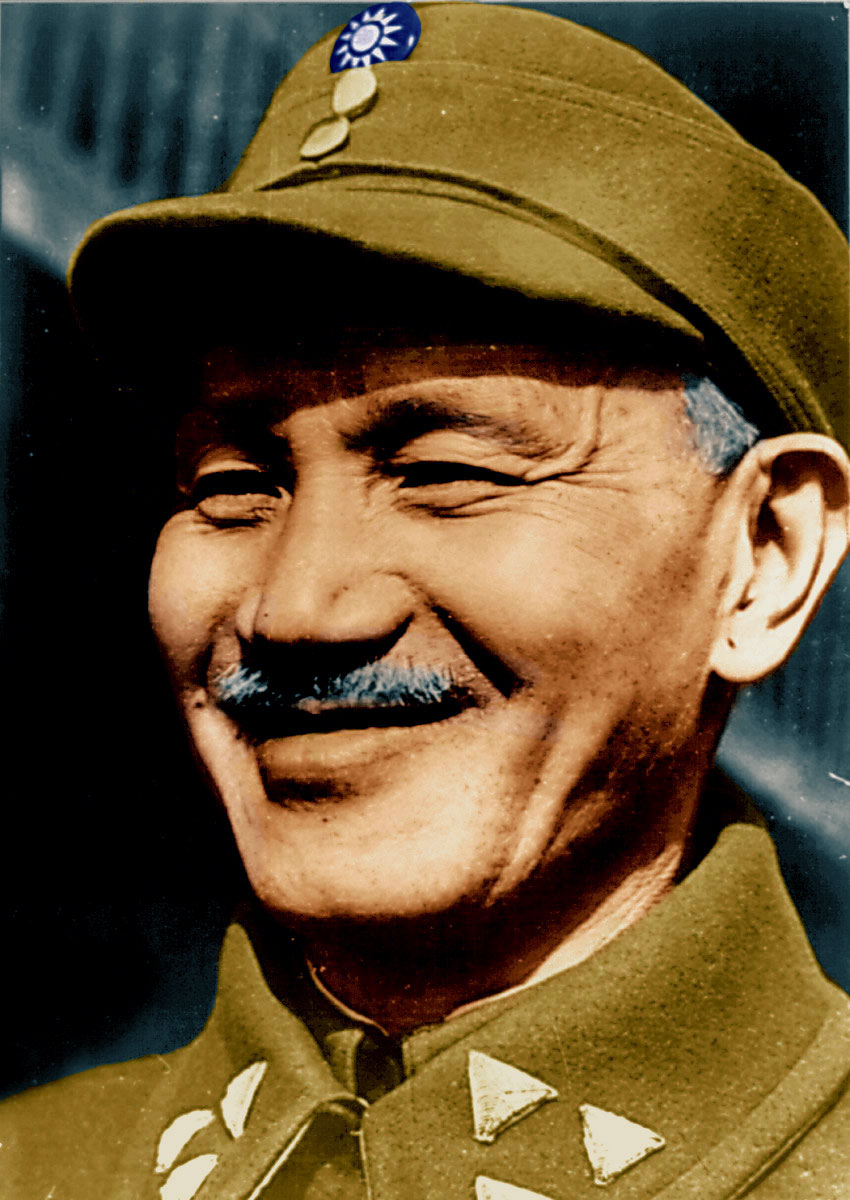
中国の総統蒋介石（1945年3月）

1945年9月2日日本軍がペナンで降伏し、イギリス軍がジュリスト作戦の下でペナンの奪還を開始。
1945年9月4日日本軍がウェーク島で降伏。
1945年9月5日イギリス軍がシンガポールに上陸。
1945年9月5日ソ連軍が千島列島侵攻を完了。
1945年9月6日日本軍がラバウルおよびパプアニューギニア全域で降伏。
1945年9月8日マッカーサーが東京に入る。
1945年9月8日アメリカ軍が仁川に上陸し、38度線以南の韓国占領を開始。
1945年9月9日日本軍が中国で降伏。
1945年9月9日日本軍が朝鮮半島で降伏。
1945年9月10日日本軍がボルネオで降伏。
1945年9月10日日本軍がラブアン島で降伏。
1945年9月11日日本軍がサラワク州で降伏。
1945年9月12日日本軍がシンガポールで正式に降伏。
1945年9月13日日本軍がビルマで正式に降伏。
1945年9月16日日本軍が香港で正式に降伏。
1945年10月25日日本軍が台湾で降伏。

### タイ（シャム）
1945年の日本敗戦後、タイの宣戦布告は強制的に署名されたものであるとして、イギリスを除くほとんどの国際社会はこれを認めなかった。タイは連合国によって占領されなかったものの、フランスに奪還した領土を返還することを余儀なくされた。戦後、タイ政府はアメリカと密接な関係を築き、近隣諸国の共産主義革命から守るための保護者としてアメリカを見た。

### 日本の占領
第二次世界大戦の終結時、連合国による日本の占領が開始された。この占領は主にアメリカ合衆国が主導し、オーストラリア、インド、ニュージーランド、イギリスも参加した。この外国勢力による占領は、日本の歴史上初めての出来事であった。1951年9月8日に調印されたサンフランシスコ平和条約によって連合国の占領は終了し、この条約が1952年4月28日に発効したことで、日本は再び独立国となった。

### 日本の軍備解除と引揚げ
連合国が直面した問題の一つは、地域に散在する300万人の日本人民間人と350万人の解体された軍人であった。マッカーサーは、人道的理由のみならず、新たに解放された地域への経済的負担を軽減するためにも、彼らを即座に日本へ送還することを望んでいた。一方で、日本には占領下の国々から100万人以上の外国人がいた。
1945年11月30日、GHQの指令により、日本政府は陸軍省と海軍省を解散し、その代わりに第一復員省（陸軍）と第二復員省（海軍）を設置した。これらの機関は1946年半ばまでに局へ格下げされ、厚生省の下に置かれた。
引揚げは直ちに始まったが、日本当局は船舶不足という物流上の問題に直面したため、日本人捕虜や民間人を輸送することが困難であった。地域全体で、日本人は主に収容所に収容されていた。1945年10月1日から1946年12月31日までに、510万3300人以上の日本人が引揚げを完了した。一方で、ソ連は131万6000人の捕虜を拘留し、イギリスは8万1000人、オランダ領東インド政府は1万3500人、中国政府は7万人を拘留し、それぞれ強制労働や復興作業に従事させた。

### 極東国際軍事裁判

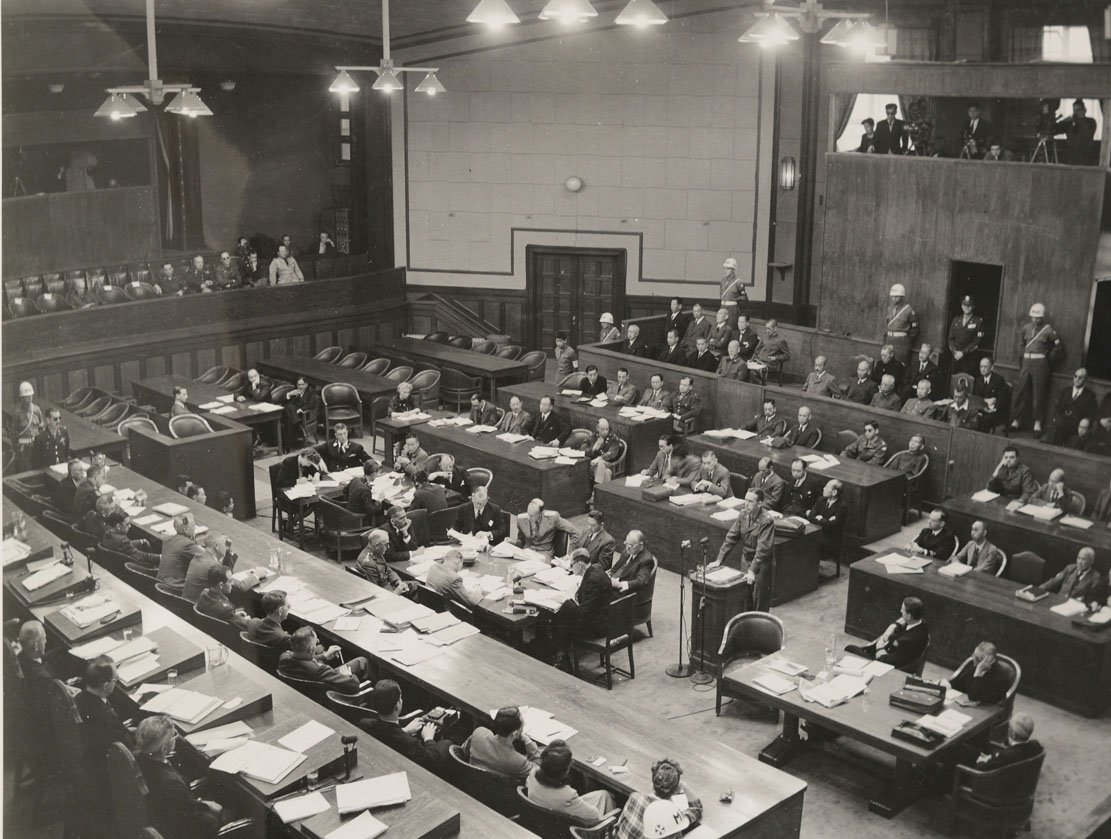
極東国際軍事裁判の法廷

日本占領中、日本の主要な戦争犯罪は三つのカテゴリーに分類された。「A級」（平和に対する罪）は戦争を計画し、開始し、遂行する共同謀議に参加した者に対して適用され、最高意思決定機関の人物が対象とされた。「B級」は「通常の」残虐行為や人道に対する罪を犯した者に適用され、「C級」は指揮系統の上層部でこれらの犯罪を計画、命令、承認、または防止しなかった者に適用された。
28人の日本軍および政治指導者がA級戦犯として起訴され、5500人以上がB級およびC級戦犯として起訴された。中華民国は独自に13件の裁判を行い、504件の有罪判決と149件の死刑執行が行われた。また、フィリピンも独自の裁判を実施し、多くのB級およびC級戦犯を有罪とした。1953年7月4日、フィリピン大統領のエルピディオ・キリノは105名の日本人戦犯を恩赦し、日本への帰還を可能にした。
昭和天皇および朝香宮鳩彦王など皇族は三つの犯罪カテゴリーいずれにも問われなかった。歴史家のハーバート・ビックスによれば、「トルーマン政権とダグラス・マッカーサーは、天皇を利用して占領改革を正当化すれば円滑に実施できると考えた」という。また、後に首相となる岸信介など50人もの容疑者が1947年から1948年にかけて裁判にかけられることなく釈放された。さらに、石井四郎は生体実験データ提供と引き換えに免責を受けた。
唯一全被告人を無罪とする意見書を提出したのはインドの法学者であるラダ・ビノード・パールであった。
裁判は1948年11月12日に閉廷した。